# روي سي جيري
روي سي جيري (بالإنجليزية: Roy C. Geary)‏ (و. 1896 – 1983 م) هو اقتصادي، وعالم إحصاء أمريكي، توفي عن عمر يناهز 87 عاماً.

## التعليم
تعلم في جامعة باريس
.

## أعمال بارزة
من أهم أعماله:
- دولار جيري-خميس.

## جوائز
حصل على جوائز منها:
- قائد الفنون والآداب (17 يناير 2013)[9]
- جائزة المنافسة العامة  [لغات أخرى]‏ (1946)